# Soissons
Soissons è un comune francese di 29.997 abitanti situato nel dipartimento dell'Aisne della regione dell'Alta Francia, una delle più antiche città della Francia, antica capitale dei Suessioni.

## Storia

### Origini
Il sito dove oggi sorge la città era già occupato in epoca preistorica dai Suessioni, popolo della Gallia Belgica politicamente e militarmente alleato dei vicini Remi.
I Suessioni dominavano sulla Gallia belgica, un impero che si estendeva fino alla Britannia, e possedevano 12 Oppidum principali. Intraprendevano funzioni religiose, legami politici e commerciali marittimi. L'insegnamento religioso del Druidismo era dispensato direttamente dal collegio sacro dell'Isola di Mona, l'attuale Anglesey, e Boulogne era allora il suo principale porto.
Il luogo esatto dell'oppidum principale, Noviodunum, non è ancora certo: è conteso fra i villaggi di Pommiers e Villeneuve-Saint-Germain.

### Antichità

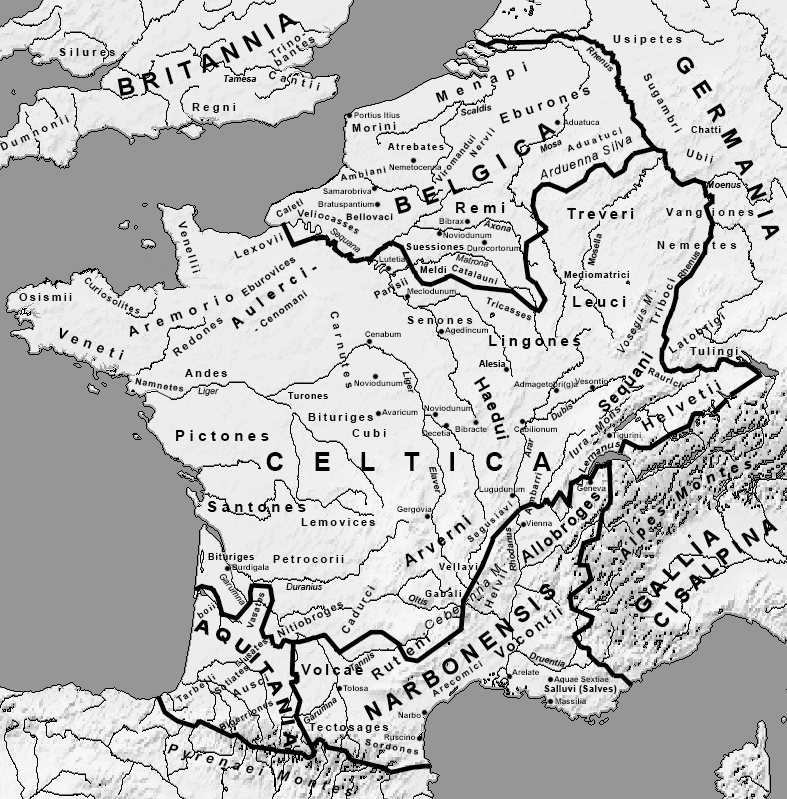
La Gallia.

#### Le guerre galliche
Nel momento della Conquista della Gallia da parte dei Romani, guidati da Cesare, il re dei Suessioni, Galba, che significa prudente e giusto, si alleò alla coalizione dei Belgi, mentre i Remi, nonostante i legami che li riunivano ai Suessioni, passarono dalla parte dei Romani. Nel 57 a.C., durante la Battaglia del fiume Axona, le truppe belghe si riunirono a nord, oltre l'Axona, lasciando delle guarnigioni minori nei siti a sud del fiume.
Cesare volle subito approfittarne per passare alla conquista delle città meridionali, fra le quali Noviodunum. Ma l'attacco a quest'ultima, anche se giudicata facile da prendere perché povera di difensori, fallì a causa del largo fossato e delle alte mura. Sarà presa solo dopo un lungo assedio quando Galba si arrese. La capitolazione, favorita anche dall'intercessione dei Remi, fu suggellata dalla consegna di ostaggi (tra cui due figli dello stesso re Galba) e di tutte le armi che tenevano nella loro capitale.
Sempre per intercessione dei Remi, Noviodunum venne considerata dai Romani come "Libera" e non tenteranno più di attaccarla. Tuttavia spostarono il loro centro politico verso una nuova colonia fondata nel 20 a.C. negli immediati: Augusta Suessionum. Queste vicende sono raccontate nel De bello Gallico di Cesare.

#### Il periodo gallo-romano

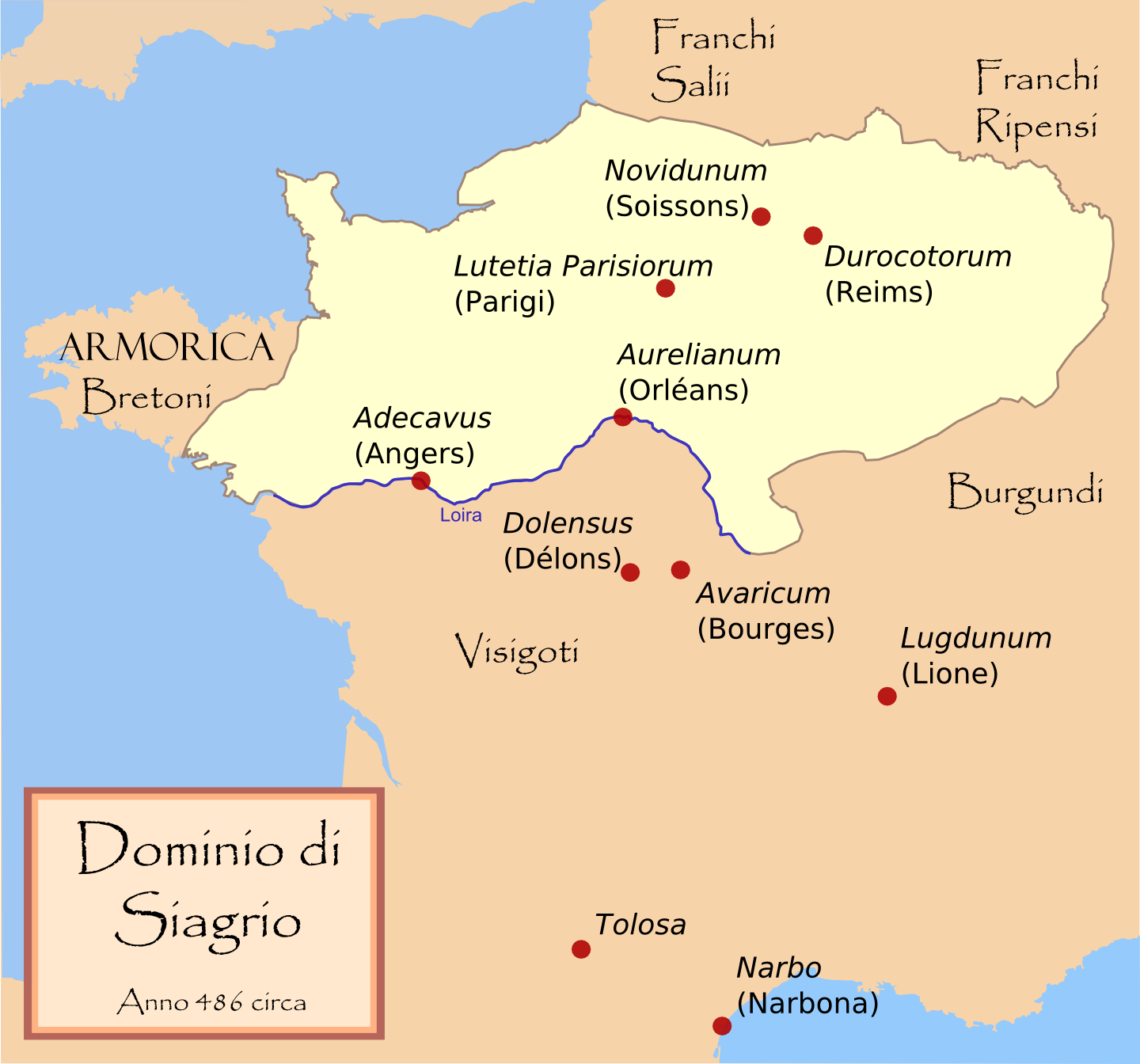
Il cosiddetto Regno di Soissons, ovvero il dominio di Siagrio.

Augusta Suessionum fu principalmente popolata da laeti e cittadini romani che fecero prosperare la città, impiantata sugli assi di comunicazione fra il porto di Boulogne e il resto della Gallia. Crebbe velocemente tanto che nella seconda metà del I secolo d.C. venne dotata di un teatro di 20.000 posti, sola testimonianza della gloria imperiale.
Alla fine del III secolo Soissons divenne sede episcopale e città di pari importanza alle già potenti Durocortorum (Reims), Rotomagus (Rouen) o Samarobriva (Amiens). La leggenda del "Castello di Alabastro" è nata dalla scoperta e utilizzo delle rovine romane di Soissons a partire dal 1551, quando vennero alla luce stanze voltate e dipinte, mosaici, sculture in marmo, alabastro, diaspro, porfido, avorio, oro e argento. Inoltre una nota nella Notitia dignitatum attesta la presenza di una fabbrica d'armi nella caserma della XXV legione, sul sito del Castello d'Alabastro. Da allora fino all'inizio della prima guerra mondiale si sono svolti innumerevoli scavi archeologici.
Dopo la caduta dell'Impero romano d'Occidente, Soissons resistette alle invasioni barbariche divenendo la capitale del cosiddetto Regno di Soissons. Guidato dal magister militum Egidio, dal comes Paolo e infine da suo figlio Siagrio, fu l'ultimissimo territorio dell'Impero Romano d'Occidente a cadere in mano agli invasori. Nel 486 Siagro perdette l'ultima battaglia di Roma contro i barbari: la Battaglia di Soissons, dove i Franchi, guidati dal re merovingio Clodoveo sconfissero il generale romano sotto le mura di Soissons. 
Alla battaglia è legata la tradizionale narrazione dell'episodio del "vaso di Soissons" raccontata da Gregorio di Tours.
Siagro fu imprigionato dai Franchi, poi dai Visigoti, i quali lo ricedettero nuovamente ai primi, che lo uccisero su ordine di Clodoveo.

### Medioevo

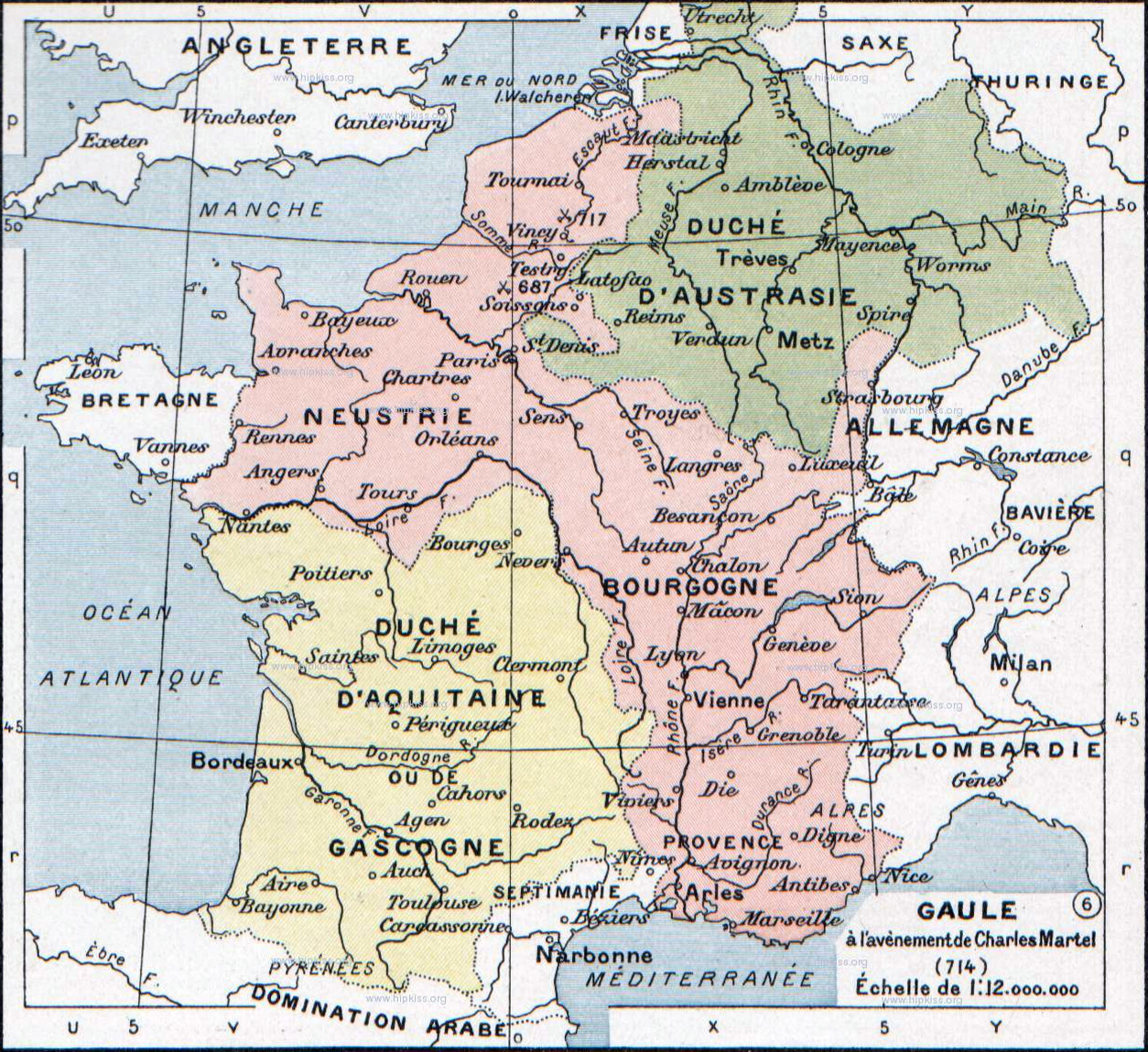
Il Regno franco nel 714.

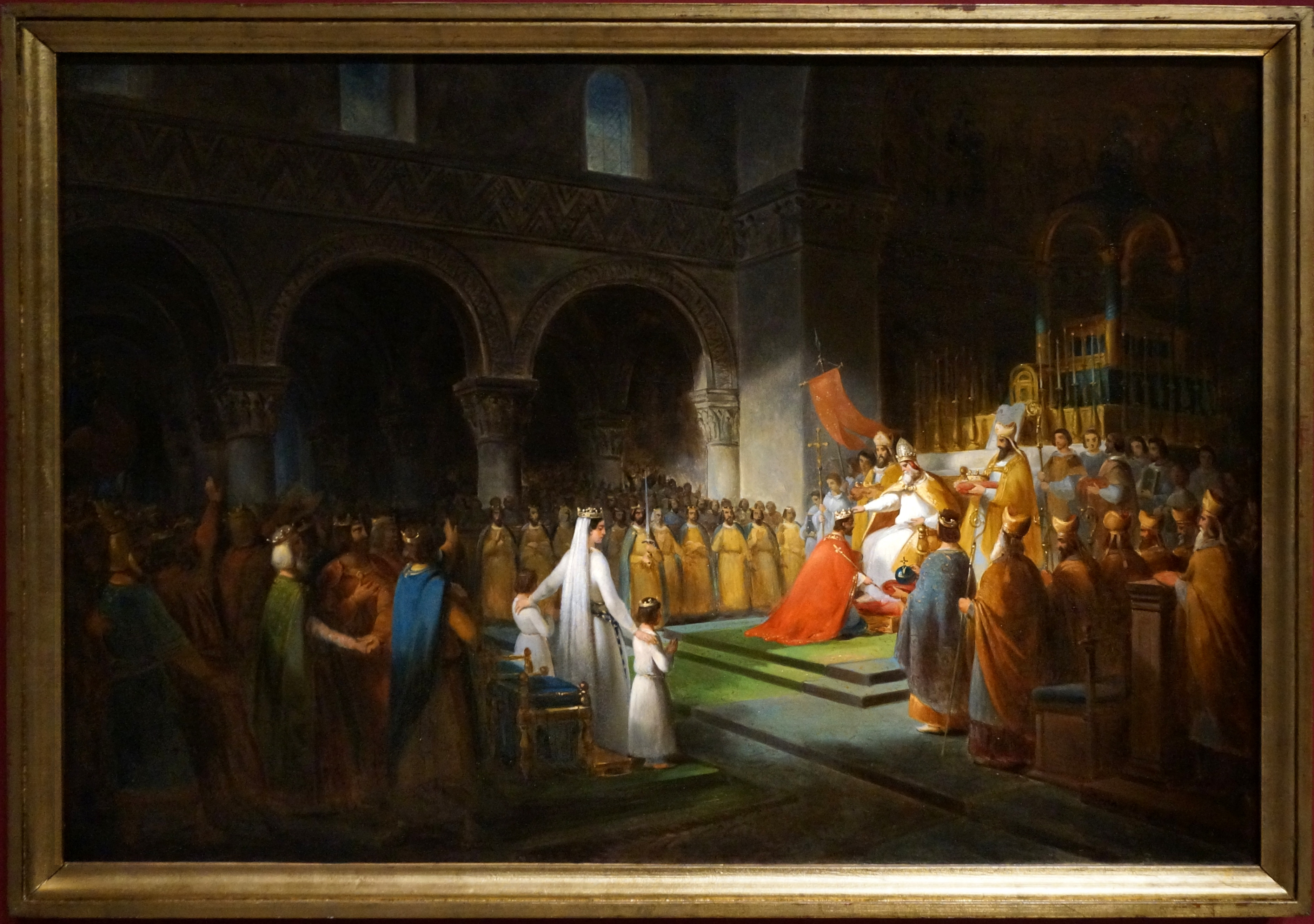
L'Incoronazione di Pipino il Breve, da un quadro di François Dubois.

#### Capitale del Regno Franco
Soissons divenne la capitale del regno dei Franchi fino alla morte di Clodoveo nel 511, quando il regno venne diviso fra i figli. La città in seguito fu la capitale del nuovo regno di Neustria (o occidentale), guidato da Clotario I, e la sua regione fu teatro di periodici scontri fra la Neustria e l'Austrasia durante la cosiddetta guerra civile franca.
Nel 718 la seconda Battaglia di Soissons, combattuta sotto le mura della città, segnò la sconfitta del regno di Neustria, che venne ricongiunto al regno di Austrasia da Carlo Martello, ufficialmente Maggiordomo di palazzo dei re merovingi. Nel 752 suo figlio Pipino il Breve si fece riconoscere Re dei Franchi al posto dell'ultimo dei Merovingi, Childerico III, da un'assemblea di nobili (leudes) e vescovi tenutasi a Soissons. Il 28 giugno 754 venne incoronato nella cattedrale da San Bonifacio, e venne riconosciuto immediatamente da papa Zaccaria.
Nel 768, dopo la morte di Pipino il Breve, vi fu incoronato Carlomanno, mentre a pochi chilometri di distanza a Noyon veniva incoronato re anche il fratello Carlo Magno. Sotto la dinastia dei Carolingi iniziarono gli attacchi dei Normanni: dopo i saccheggi di San Quintino e di Château-Thierry, la stessa Soissons resistette con difficoltà al loro attacco nell'886. Il suo sito, all'incrocio di importanti vie di comunicazione, se da un lato la favoriva economicamente, dall'altro ne faceva un centro di battaglie. Infatti oltre, a quella del 486 tra Franchi e Romani e quella del 718 nella guerra civile dei Franchi, si ebbero una terza battaglia di Soissons, nel 923, fra i re di Francia Carlo III il Semplice e Roberto I; e ancora una quarta, nel 978, che vide Lotario IV e Ugo Capeto contro Ottone II di Sassonia per il controllo della Lorena. Inoltre nel 948 il duca dei Franchi Ugo il Grande, in ribellione contro il re Luigi IV di Francia, assediò Soissons. I tiri delle frecce infuocate raggiunsero la cattedrale, che s'incendiò. Ben presto l'incendio divampò in tutta la città, che ne uscì distrutta

#### La pace francese

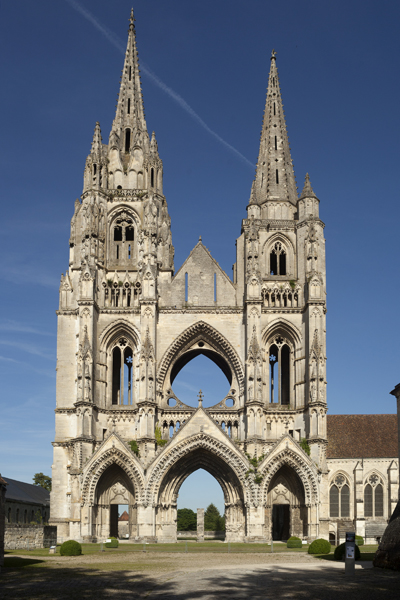
Abbazia di San Giovanni delle Vigne.

Con Luigi VII di Francia e Filippo Augusto il territorio della Francia andava sempre più delineandosi e con la pace Soissons poté approfittare del suo ruolo di crocevia vedendo accrescere la sua economia e ricchezza. Con la prosperità nuovi edifici religiosi vennero costruiti e i vecchi rinnovati o trasformati. Fra il XII e il XIII secolo la città diviene un vero cantiere che produsse edifici gotici di prim'ordine, quali la nuova cattedrale dei Santi Gervasio e Protasio, iniziata nel 1176, o l'Abbazia di San Giovanni delle Vigne notevolmente ingrandita nel XIII secolo.

### Storia moderna

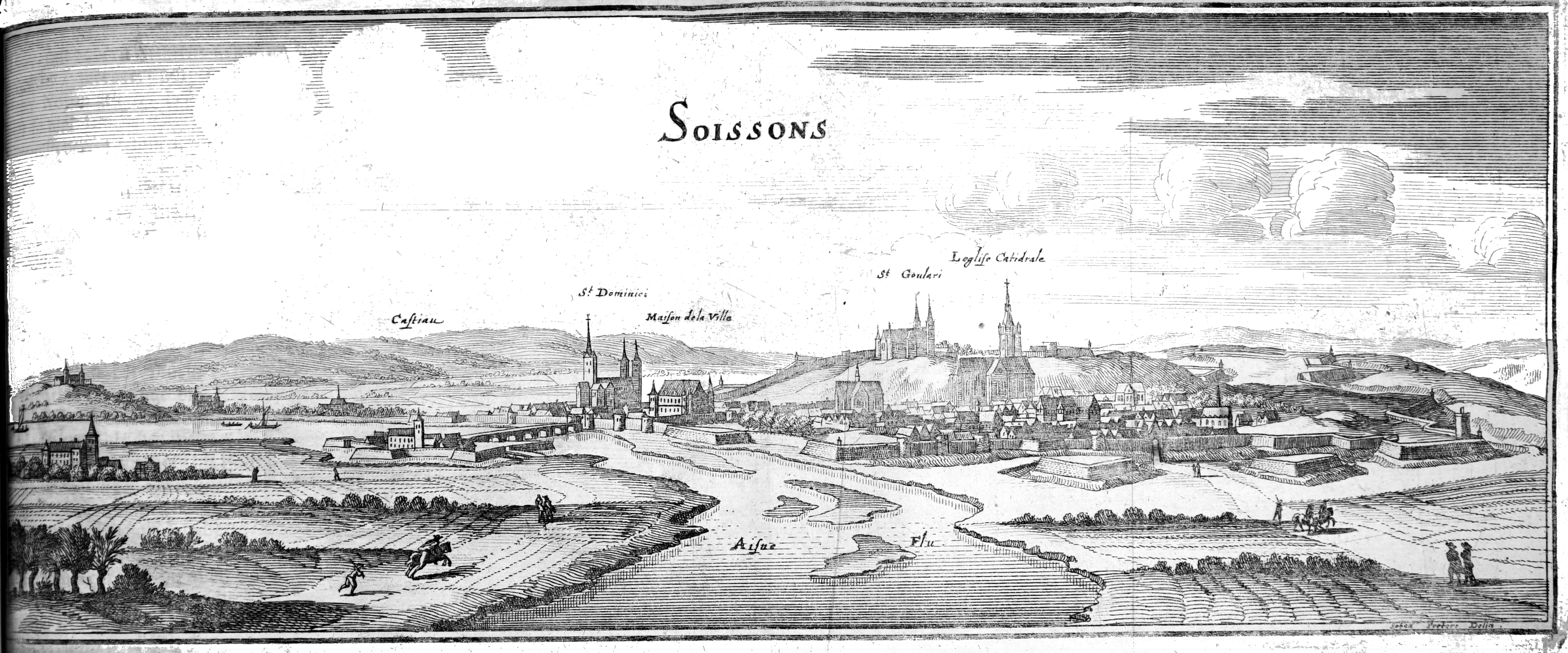
Soissons nel 1656.

Il 21 maggio del 1414 la città è saccheggiata dagli Armagnacchi.
Nel XVI secolo si costruì una nuova cinta muraria che inglobava la parte meridionale della città e l'Abbazia di San Giovanni delle Vigne; ma nella seconda metà del '500 Soissons fu colpita dalla peste e dalle guerre di religione. Infatti nel 1567 la città fu presa dai Protestanti, che danneggiarono soprattutto gli edifici religiosi.
Fra XVII e XVIII secolo, Soissons divenne una piccola capitale di provincia, nominata capoluogo di una Généralité, fu sede dell'Intendente, rappresentante del Re per la Polizia, la Giustizia e la Finanza. La città si arricchì di palazzi nobiliari e soprattutto venne edificato fra il 1772 e il 1775 il Palazzo dell'Intendenza, dal 1834 Municipio.
Fra il 1728 e il 1731 vi si tenne il Congresso di Soissons, atto a regolare la questione della successione del Ducato di Parma; dove Francia, Gran Bretagna, Paesi Bassi, Austria, Spagna e Russia si riunirono per evitare un conflitto europeo.

### Rivoluzione e Impero

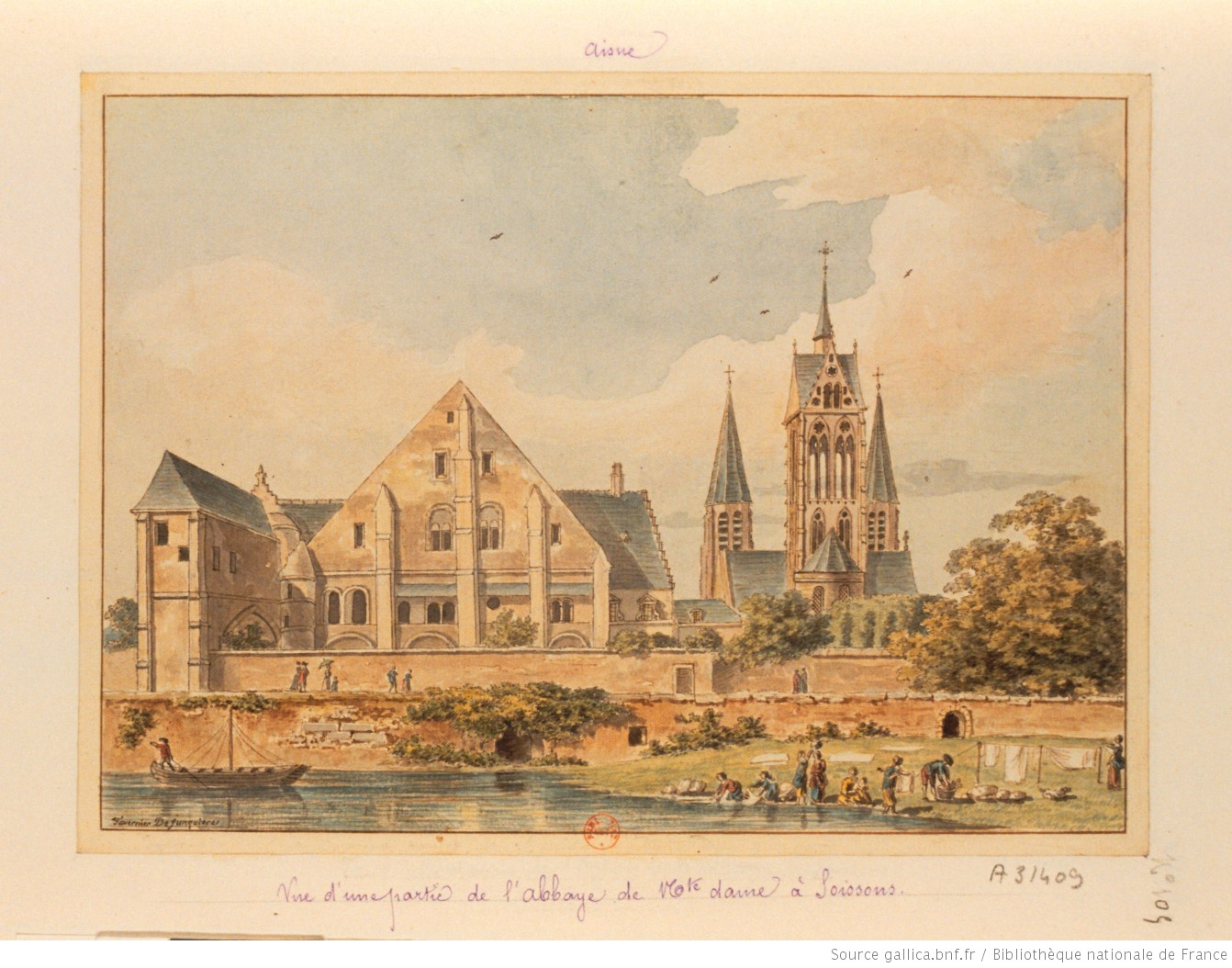
L'Abbazia di Notre-Dame.

Soissons perse la sua funzione di capoluogo della Généralité nel 1791, quando, malgrado l'opposizione di Louis Antoine de Saint-Just, il titolo viene passato alla città di Laon, più centrale.
Durante la Rivoluzione francese l'abbazia di Notre-Dame, uno dei più grandi conventi femminili della Francia settentrionale, venne distrutta. Nel 1792 Soissons, che contava allora circa 8.000 abitanti, a causa della sua posizione strategica, vide l'arrivo di 20.000 soldati rivoluzionari che cacciarono i canonici dall'abbazia di San Giovanni delle Vigne e la trasformarono in deposito di materiali e viveri. La città infatti costituiva un bastione di difesa per Parigi.
Soissons è anche celebre per essere stata designata dalle diplomazie francese e austriaca quale luogo d'incontro tra i novelli sposi Napoleone Bonaparte e Maria Luisa d'Asburgo-Lorena, dopo la celebrazione a Vienna del loro matrimonio per procura.
Tuttavia Napoleone, il 23 marzo 1810, preferì anticipare l'incontro e la carrozza con gli sposi cambiò itinerario, con grande delusione delle autorità locali e della cittadinanza.
Durante la guerra della Sesta coalizione, il 14 febbraio 1814 le truppe russe del maresciallo Aleksandr Ivanovič Černyšëv assediarono la città, poi il 3 marzo seguente arrivarono anche le truppe prussiane di Gebhard Leberecht von Blücher. Soissons si arrese quasi senza combattere. Se da un lato il generale Jean-Baptiste Dominique Rusca difese la città fino alla morte, avvenuta il 14 febbraio, dall'altro Jean-Claude Moreau, suo rimpiazzante, si arrese causando l'unione delle forze prussiane con quelle russe. Così più di centomila uomini presero lo Chemin des Dames e si diressero alla battaglia di Craonne del 7 marzo e alla battaglia di Laon del 9-10 marzo. Napoleone era infatti sui passi di Blücher, e superiore in forze armate, perciò aveva dato ordine a Moreau di tenere a qualunque costo. Voleva sconfiggere Blücher prima dell'eventuale unione con i russi, ma nonostante l'intervento eroico dei polacchi della "Legione della Vistola", Moreau ebbe paura e mandò all'aria i piani imperiali.

### Storia contemporanea
Durante la guerra franco-prussiana, Soissons, difesa da circa 4.000 uomini, venne chiamata ad arrendersi l'11 settembre 1870, ma davanti al rifiuto, la città viene assediata e bombardata da Belleu fino al 16 ottobre.
In seguito tutte le fortificazioni, assai provate, vennero via via smantellate e si procedette a un nuovo piano urbanistico che vide la creazioni di ampi viali.
Il sistema militare di difesa venne infatti rinnovato fra il 1874 e il 1885 secondo il Sistema Séré de Rivières, che prevedeva la costruzione del Fort Condé negli immediati dintorni, di quello della Malmaison sullo Chemin des Dames, e anche l'ampliamento dell'arsenale.
La città venne raggiunta da una linea ferroviaria secondaria della periferia di Reims. Inoltre un tram urbano circolò dal 1907 al 1948.

#### La Prima guerra mondiale

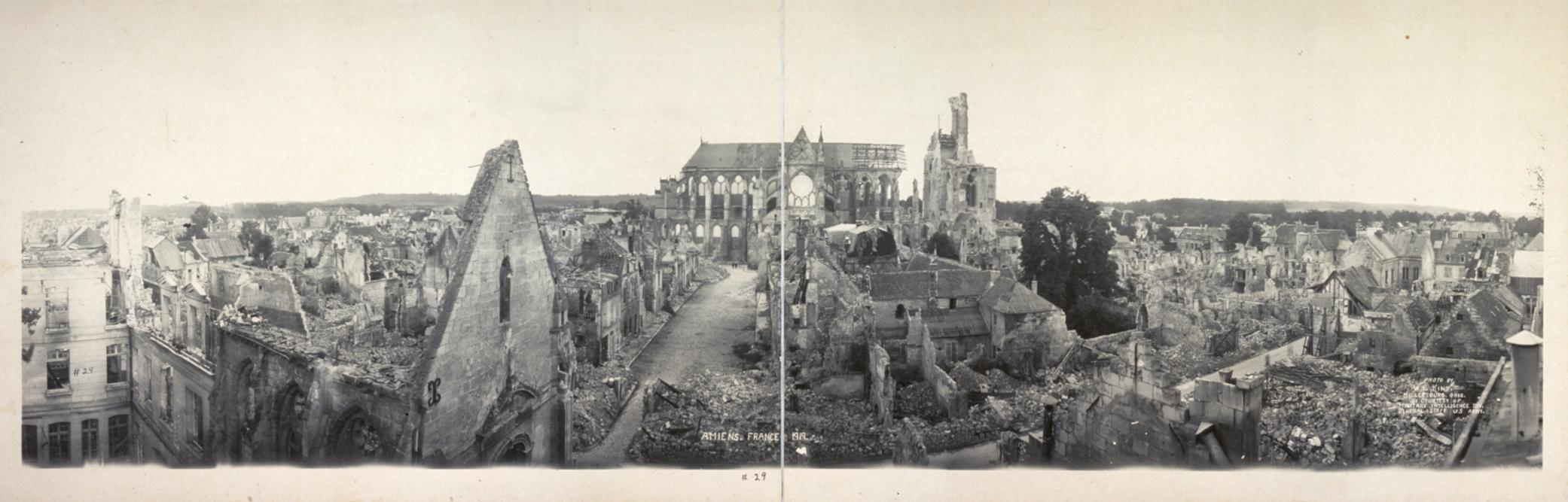
Veduta di Soissons nel 1919.

Soissons è una città-martire della prima guerra mondiale. Dapprima, presa il 31 agosto 1914 dall'armata tedesca, venne recuperata dai Francesi il 12 settembre 1914 in seguito alla Prima battaglia della Marna.
Il fronte si stabilì a nord della città, che fu ampiamente bombardata fino al 1917.
Il 29 maggio 1918 la Divisione marocchina del Reggimento di marcia della Legione straniera venne inviata a ovest di Soissons, caduta in mani nemiche. Malgrado la superiorità del nemico, la Legione straniera tenne posizione e Soissons fu definitivamente liberata nel corso dell'estate.
Dopo la guerra la città venne ricostruita, e in particolare la cattedrale, assai danneggiata.

#### La seconda guerra mondiale
Sotto l'occupazione della seconda guerra mondiale la comunità ebrea di Soissons venne deportata durante due rastrellamenti: il primo, ad opera della polizia cittadina il 17 luglio 1942, e il secondo, il cosiddetto Rastrellamento del Velodromo d'Inverno, il 4 gennaio 1944 da parte della Gestapo.
Dopo l'appello del generale de Gaulle del 18 giugno 1940 fu attuata una rete di resistenza a Soissons, sostenuta e operata dai giornali La Première heure e La Vérité Française, quest'ultimo affiliato a quello parigino.
Ma i Partigiani furono traditi. Un diciottenne belga, Jacques Desoubrie, contattò Daniel Douay, redattore del giornale locale di Vérité française, facendosi passare per un perseguitato, ma in realtà operava per la Gestapo. Così riuscendo a diventare segretario del Conte de Launay a Parigi, ottenne tutte le informazioni necessarie.
Il 25 novembre 1941 la Gestapo organizzò dei rastrellamenti a Parigi, Blois e Soissons, imprigionando tutti i partigiani a Fresnes. Anche se non parlarono, furono tutti fucilati il 27 ottobre 1942 alla Caserma Balard.
Il 23 agosto 1944, verso mezzanotte, dei Maquisards del gruppo Aurèle, comandati da Lucien Berger e guidati da madame Delhaye e madame Douai, vedove dei partigiani fucilati a Balard, per nascondere le armi e creare un arsenale servendosi delle fabbriche Zieckel, dove Delhaye era ingegnere, del cimitero municipale e delle cave.
Il 28 agosto 1944 Soissons fu infine liberata dal 7º Corpo dell'Armata americana, anche grazie alla resistenza promossa da Roberte (pseudonimo di Raymonde Fiolet) sindaco della città.

## Monumenti e luoghi d'interesse

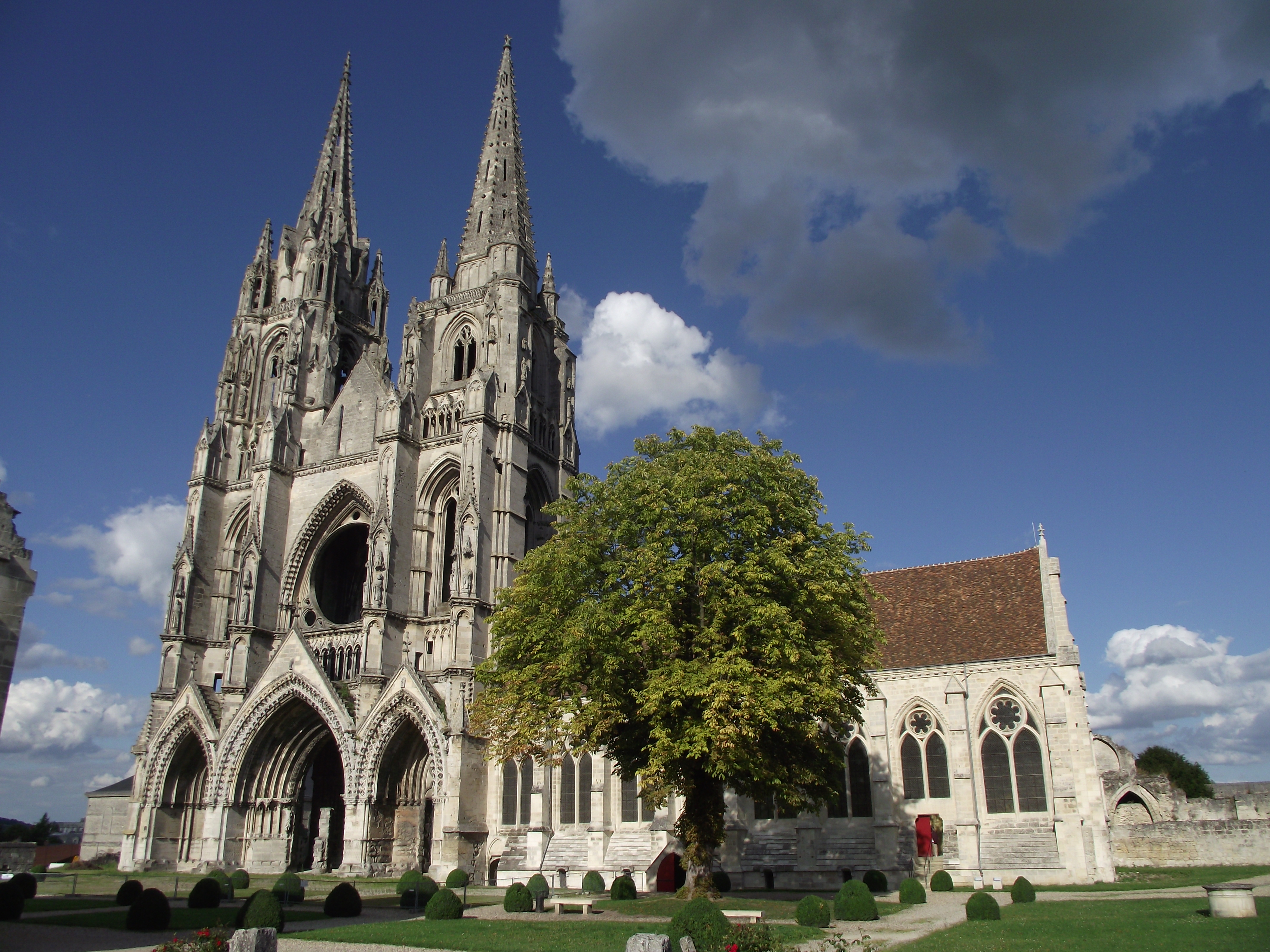
Abbazia di San Giovanni delle Vigne

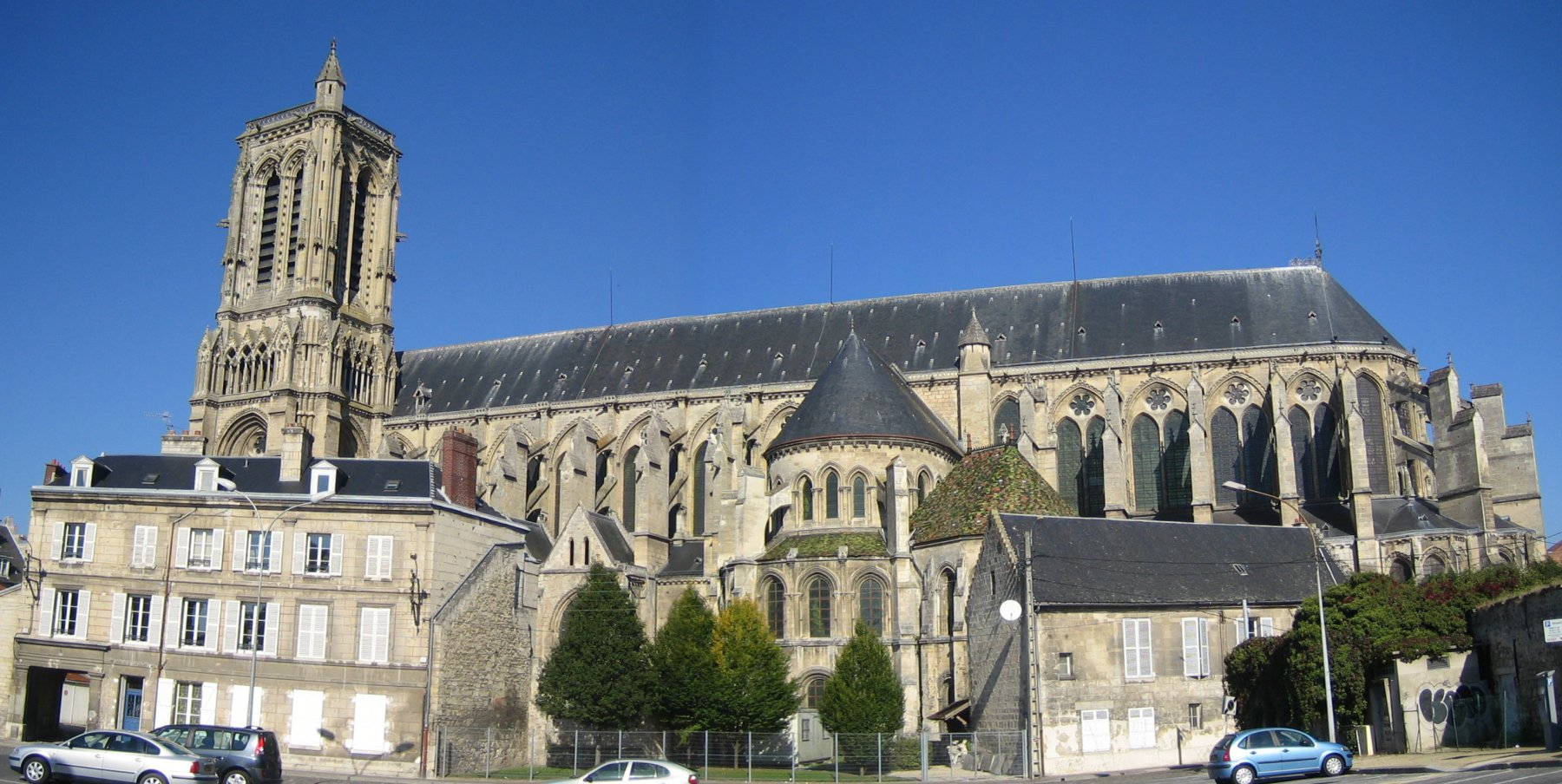
Cattedrale dei Santi Gervasio e Protasio.

- Cattedrale dei Santi Gervasio e Protasio. È una delle più grandi Cattedrali gotiche francesi. Sorge nel cuore della città e rappresenta uno dei più significativi esempi dell'architettura gotica. Venne eretta a partire dal braccio destro del transetto nel XII secolo e terminata con la facciata e il braccio sinistro del transetto nel XIV secolo.
- Abbazia di San Giovanni delle Vigne. Antica abbazia giovannita fondata nel 1076 da Ugo il Grande. Divenne una delle più ricche del Medioevo, e infine semi-distrutta nel 1805. Restano importanti resti dei chiostri, il bellissimo Refettorio duecentesco e soprattutto la grandiosa facciata a torri della chiesa costruita fra XIII e XIV secolo.
- Abbazia di San Leodegario. Appartenuta ai Genovefani ospita oggi il Museo Archeologico. Il complesso è formato dalla Chiesa abbaziale, con coro e transetto duecenteschi e navata-facciata rifatte tra XVII e XVIII secolo, dal Chiostro e dalla Sala capitolare del XIII secolo e dall'antico Palazzo Abbaziale che ospita le collezioni.
- Chiesa di San Pietro, edificio del XII secolo.
- Abbazia di San Medardo. Sorge sull'altra riva del fiume Aisne, nel sobborgo di Saint-Waast. Venne fondata nel IX secolo e divenne la necropoli dei re Merovingi. Non ne restano che la cripta e la Sala capitolare duecentesca.

## Società

### Evoluzione demografica
Abitanti censiti

## Amministrazione

### Gemellaggi
- Eisenberg
- Stadthagen
- Câmpulung
- Banamba
- Berkane
- Tibouamouchine